# Comté de Catron
Le comté de Catron est l’un des 33 comtés de l’État du Nouveau-Mexique, aux États-Unis. Il a été fondé le 25 février 1921 et nommé en hommage à Thomas B. Catron, premier sénateur de l’État et magistrat. Avant cela, il a fait partie de la Nouvelle-Espagne, puis du Territoire de l'Arizona et enfin du comté de Socorro.
Avec une superficie totale de 17 946 km2 (6 929 mi2), c’est le comté le plus vaste du Nouveau-Mexique. Il est toutefois très peu peuplé.
Le siège du comté est Reserve.

## Comtés adjacents
- Comté de Cibola, Nouveau-Mexique (nord)
- Comté de Socorro, Nouveau-Mexique (est)
- Comté de Sierra, Nouveau-Mexique (sud-est)
- Comté de Grant, Nouveau-Mexique (sud)
- Comté de Greenlee, Arizona (ouest)
- Comté d'Apache, Arizona (ouest)